# René Desmedt
Renaat Leopold Desmedt (Roeselare, 29 juli 1888 - Staden, 13 juli 1962) was een Belgisch volksvertegenwoordiger, senator en burgemeester.

## Levensloop
De landbouwer Desmedt werd in 1926 verkozen tot gemeenteraadslid van Staden en werd burgemeester benoemd in 1935. Hij bleef dit ambt bekleden tot aan zijn dood.
Hij was provincieraadslid van 1924 tot 1931 voor het kanton Izegem. Van 1927 tot 1931 was hij ondervoorzitter van de provincieraad.
In 1931 werd hij katholiek volksvertegenwoordiger voor het arrondissement Roeselare-Tielt na het ontslag van Aloys Van de Vyvere. Hij vervulde dit mandaat tot in 1936. Hij werd vervolgens senator:
- van 1936 tot 1939 als gecoöpteerd senator,
- van april tot december 1939 als provinciaal senator,
- van 1939 tot 1961 als rechtstreeks verkozen senator voor het arrondissement Roeselare-Tielt.

Daarnaast was Desmedt betrokken bij talrijke activiteiten die met de landbouw te maken hadden:
- bestuurder en ondervoorzitter van de Provinciale Landbouwkamer,
- lid van het hoofdbestuur van de Belgische Boerenbond,
- bestuurder van de Centrale kas voor het Landbouwkrediet,
- ondervoorzitter van de Hoge Landbouwraad,
- voorzitter van de Nationale Dienst voor de Afzet van Land- en Tuinbouwproducten,
- voorzitter van de Suikerbietplanters der Vlaanders,
- lid van het provinciaal comité voor de veredeling van de veldvruchten,
- lid van het Provinciaal Comité voor Landbouw.